# Нидлинген
Нидлинген (њем. Nüdlingen) општина је у њемачкој савезној држави Баварска. Једно је од 26 општинских средишта округа Бад Кисинген. Према процјени из 2010. у општини је живјело 4.191 становника. Посједује регионалну шифру (AGS) 9672136.

## Географски и демографски подаци
Нидлинген се налази у савезној држави Баварска у округу Бад Кисинген. Општина се налази на надморској висини од 256 метара. Површина општине износи 26,4 km². У самом мјесту је, према процјени из 2010. године, живјело 4.191 становника. Просјечна густина становништва износи 159 становника/km².

## Међународна сарадња
| Мјесто | Држава    | Врста сарадње | Од    |
| ------ | --------- | ------------- | ----- |
|        | Француска | контакт       | 2000. |
| Извор  |           |               |       |